# Karl Roos

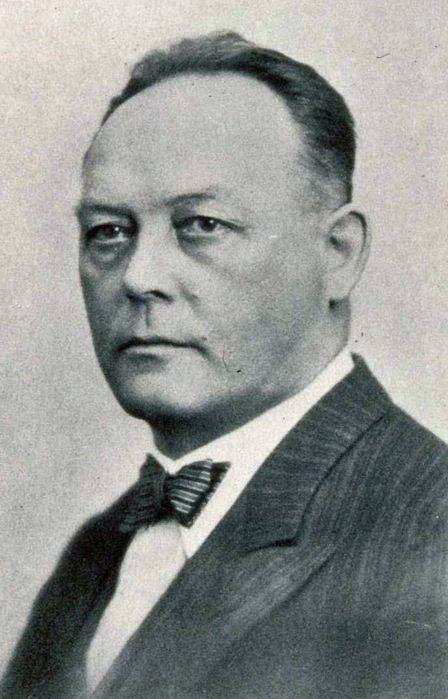
Karl Roos um 1940

Philipp Karl Roos (französisch auch: Philippe-Charles Roos, * 7. September 1878 in Surburg, Kreis Weißenburg, Reichsland Elsaß-Lothringen; † 7. Februar 1940 in Champigneulles, Département Meurthe-et-Moselle) war ein Lehrer und autonomistischer Politiker aus dem Elsass. Als Germanist setzte er sich, insbesondere zu Beginn seiner politischen Tätigkeit, auch für den elsässischen Dialekt und die Sprachenrechte ein. Nachdem er in Frankreich als Verräter beschuldigt, abgeurteilt und hingerichtet worden und somit zu einem Märtyrer der Autonomisten und Heimatrechtler geworden war, wurde die Erinnerung an ihn während der Annexion des Elsass im Zweiten Weltkrieg von den Nationalsozialisten intensiv instrumentalisiert.

## Leben

### Bis zum Ende des Ersten Weltkriegs (1902–1918)
Nach dem Besuch der Volksschule besuchte der Sohn eines katholischen Volksschullehrers das Gymnasium in Schlettstadt und studierte an den Universitäten in Freiburg im Breisgau und der Kaiser-Wilhelm-Universität Straßburg Germanistik. In Freiburg wurde Roos Mitglied der katholischen Studentenverbindung KDStV Ripuaria Freiburg im Breisgau im CV. Als Mitarbeiter des Straßburger Germanisten Ernst Martin war er an der Herausgabe des „Wörterbuch der elsässischen Mundarten“ (1899–1907) beteiligt. Mit seiner Arbeit über „Fremdwörter in den elsässischen Mundarten“ wurde er 1903 zum Doktor der Philosophie promoviert.
Er unterrichtete zunächst als Lehrer im Elsass (Barr, Markirch/Sainte-Marie-aux-Mines), dann als Oberlehrer in Bochum und Köln. Am Ersten Weltkrieg nahm Roos als Vizefeldwebel teil und wurde 1914 in den Kämpfen um Antwerpen mit dem Eisernen Kreuz 2. Klasse ausgezeichnet. Aus gesundheitlichen Gründen war er als Leutnant und Kompanieführer in Belgien und Luxemburg im Etappendienst tätig. Nach dem Waffenstillstand im November 1918 kehrte Roos ins Elsass zurück, das am 21. November 1918 bereits von französischen Truppen besetzt wurde, nach dem 17. Oktober 1919 entsprechend dem Versailler Vertrag offiziell wieder zu Frankreich gehörte und von einer Generaldirektion in Paris verwaltet wurde.

### Der autonomistische Politiker (1919–1940)

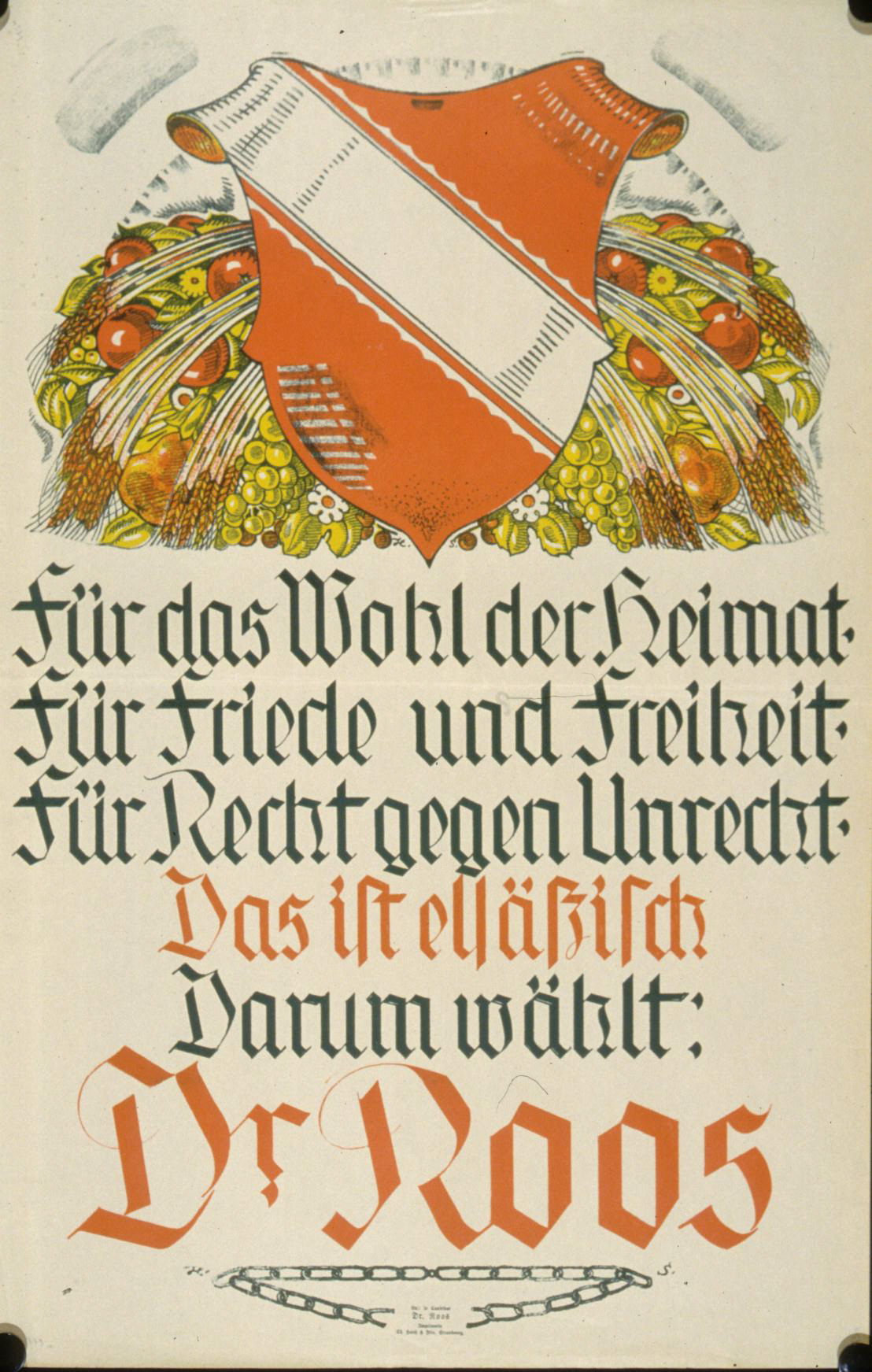
Karl-Roos-Wahlplakat

Roos erwarb 1918 in Straßburg-Neudorf eine private Handelsschule, die er einige Jahre als Rektor leitete, bei ausbleibendem wirtschaftlichen Erfolg schließlich aber auflöste. 1924 stellte die französischen Bergwerksverwaltung (Administration française des mines domaniales de la Sarre) in dem unter französischer Verwaltung stehenden Saargebiet den elsässischen Lehrer mit guten Kenntnissen des deutschen Schulsystems als Inspektor für die neu eingerichteten französischen Domanialschulen an. In den verfügbaren Quellen wird er für die Zeit seiner Tätigkeit im Saargebiet wahlweise als Kämpfer für das Deutschtum und gegen die französische Assimilierungspolitik, als loyaler französischer Beamter oder als Spitzel beschrieben, der die französische Verwaltung über deutschnationale Aktivitäten im Saargebiet informierte.
Jedenfalls beendete er diese Tätigkeit 1926 und kehrte nach Straßburg zurück. Er betätigte sich als Mitarbeiter der in Saverne/Zabern erscheinenden autonomistischen Zeitung Die Zukunft. Unabhängige Wochenschrift zur Verteidigung der Elsaß-Lothringischen Volks- und Heimatrechte und wurde im Februar 1927 Generalsekretär des Elsaß-Lothringischen Heimatbundes. Am 25. September 1927 war er eines der Gründungsmitglieder der Autonomistischen Landespartei für das Elsass (nach dem Zusammenschluss mit einer weiteren autonomistischen Splitterpartei am 19. November 1927 in Unabhängige Landespartei umbenannt). Diese forderte eine elsass-lothringische Volksvertretung mit gesetzgebenden Befugnissen und als Fernziel einen unabhängigen elsass-lothringischen Staat innerhalb einer europäischen Staatengemeinschaft.
Im Vorfeld der französischen Kammerwahlen im April 1928 ging die Regierung Poincaré juristisch gegen die elsässischen Autonomisten vor: Am 12. November 1927 erfolgte ein Verbot der Zukunft, im Dezember 1927 wurden prominente autonomistische Politiker verhaftet und am 1. Mai 1928 im Colmarer Komplott-Prozess einer Verschwörung gegen die Staatssicherheit angeklagt. Roos konnte sich der Verhaftung entziehen und ließ sich vorübergehend in Basel nieder. Im März 1928 veröffentlichte er die Broschüre Politik und Gewaltpolitik in Elsaß-Lothringen, um die internationale Öffentlichkeit gegen das Vorgehen der französischen Regierung zu mobilisieren. Am 12. Juni 1928 wurde er in Colmar in Abwesenheit zu 15 Jahren Haft verurteilt. Heimlich ins Elsass zurückgekehrt, stellte er sich am Morgen des 10. November 1928 nach einem öffentlichkeitswirksamen Abendauftritt auf einer kommunistischen Protestversammlung gegen die Aberkennung der Kammermandate von Eugen Ricklin und Joseph Rossé freiwillig der französischen Justiz. Noch während seiner sieben Monate dauernden Untersuchungshaft wurde Roos am 12. Mai 1929 über die autonomistische Gruppierung Heimatfront in den Straßburger Stadtrat gewählt. In der ersten Sitzung des neugewählten Rats wurde er zum Bürgermeister von Straßburg gewählt, verzichtete jedoch zugunsten des Kommunisten Charles Hueber auf dieses Amt. In einem Revisionsprozess in Besançon wurde Roos am 22. Juni 1929 vom Vorwurf des Hochverrats freigesprochen.
In den folgenden Jahren kandidierte Roos mit wechselndem Erfolg für öffentliche Ämter. Er konnte seinen Sitz im Stadtrat halten und war zeitweilig Vizepräsident im Generalrat des Départements Bas-Rhin. Seine Unabhängige Landespartei konnte jedoch nie eine breitere Basis in der Bevölkerung gewinnen, so dass er bei Wahlen immer auf Bündnisse und Absprachen mit anderen autonomistischen Parteien angewiesen blieb. Ab 1935 verlor er zunehmend an politischem Einfluss, was sich sowohl in abnehmenden Stimmanteilen bei Wahlen als auch an der sinkenden Auflage der seiner Partei nahestehenden Elsass-Lothringer Zeitung (ELZ) ablesen lässt. Jüngere und radikalere autonomistische Politiker wie Hermann Bickler verdrängten ihn zunehmend in der öffentlichen Wahrnehmung. In dieser Situation gründete Roos nach dem Vorbild der Volkshochschulen einen Elsässer Volksbildungsverein, der volkskundliche Veranstaltungen organisierte. Er selbst trug dialektgeschichtliche Vorträge zum Programm des Vereins bei.
Roos wurde bereits seit 1926 von der Polizei überwacht. Er machte sich durch seine häufigen Reisen nach Deutschland und in die Schweiz ebenso verdächtig wie durch seine offensichtlichen Sympathien für den Expansionskurs des Dritten Reichs im Jahr 1938. In der nach dem Münchner Abkommen weiterhin angespannten politischen Situation in Europa ging die französische Regierung Daladier in den an Deutschland angrenzenden Départements entschieden gegen Gruppierungen vor, die als Anhänger Hitlers im Elsass angesehen wurden. Der Elsässer Volksbildungsverein wurde verboten, Roos selbst am 4. Februar 1939 verhaftet und in das Militärgefängnis von Nancy gebracht. Nach der Kriegserklärung durch Frankreich am 3. September 1939 wurde er auf Grund von Aussagen seines engen Mitarbeiters Julien Marco am 23. Oktober vor einem Militärgericht der Spionage für Deutschland angeklagt und am 26. Oktober wegen Hochverrats zum Tode verurteilt. Sein Widerspruch wurde vom Revisionsgericht verworfen, der französische Präsident Albert Lebrun lehnte eine Begnadigung ab. Am 7. Februar 1940 wurde Roos auf dem Militärgelände von Champigneulles bei Nancy von einem Erschießungskommando exekutiert. Roos wurde zunächst auf dem Friedhof von Champigneulles bestattet.

### Der „Blutzeuge des deutschen Elsaß“ (1940–1944)
Am 10. Februar 1940 erklärte die deutsche Regierung, dass Roos niemals in Verbindung mit einem deutschen Nachrichtendienst gestanden habe. Am 14. Februar rühmte ihn der Freiburger Kreisleiter Kretschmar anlässlich einer Feierstunde erstmals als „Blutzeugen des deutschen Elsaß“. Der mit der Hakenkreuzfahne geschmückte Sarg mit dem Leichnam des Hingerichteten wurde auf Veranlassung des badischen Gauleiters und Chef der Zivilverwaltung im Elsass Robert Wagner mit großem Ehrengeleit durch das Gebiet des ehemaligen Reichslandes Elsaß-Lothringen gefahren, auf die Hüneburg bei Neuweiler/Neuwiller-lès-Saverne überführt und dort am 19. Juni 1941 mit militärischen Ehren beigesetzt. Die Hüneburg wurde in den nächsten Jahren zu einem obligatorischen Wallfahrtsort für die NSDAP-Parteiformationen und die Schüler des besetzten Elsass-Lothringen. 
Der als Verräter angesehene Julien Marco wurde bereits im Juni 1940 verhaftet und später im KZ Mauthausen ermordet. Der Polizeikommissar Antoine Becker, der in der Vorkriegszeit die Ermittlungen gegen Roos geleitet hatte, wurde im Dezember 1943 von der Gestapo in Marseille verhaftet, im Sicherungslager Vorbruck-Schirmeck gefangengehalten und schließlich 1944 im KZ Natzweiler-Struthof durch Genickschuss getötet. Nach der Befreiung Frankreichs und der Rückeroberung des Elsass durch die alliierten Truppen soll der Sarkophag, in dem Roos bestattet war, von französischen Truppen in den Burggraben gestürzt worden sein. Der Verbleib seiner sterblichen Überreste ist unbekannt.

## Politik
Roos setzte sich in den ausgehenden zwanziger Jahren für die Autonomie seiner elsässischen Heimat ein. Das bedeutete für ihn die Bewahrung kultureller Traditionen und elsässischer Sonderrechte gegen die zentralistischen und laizistischen Bestrebungen der französischen Regierung. Insbesondere sollte die deutsche Sprache der französischen im öffentlichen Leben des Elsass gleichberechtigt sein.
Seit der Machtergreifung der NSDAP 1933 begann sich Roos zunehmend für die nationalsozialistische Weltanschauung zu interessieren. Die Landespartei, die nach den vorliegenden Quellen etwa 300 Mitglieder mit regionalen Schwerpunkten im Nordelsass an der Grenze zur Pfalz und in Straßburg umfasste, wurde nach dem „Führerprinzip“ organisiert: die Führungskräfte („Vertrauensmänner“) mussten vom Parteipräsidenten Roos bestätigt werden. Zeitweilig spielte dieser auch mit dem Gedanken, zum Schutz autonomistischer Versammlungen Sturmtruppen nach nationalsozialistischem Vorbild aufzubauen. Im Herbst 1933 unternahm Roos eine längere Reise durch Mitteleuropa und nahm Kontakt mit den Organisationen der deutschsprachigen Minderheiten in Südtirol und in der Tschechoslowakei auf. Im Zusammenhang mit dem Anschluss Österreichs und der Sudetenkrise 1938 thematisierte die Landespartei unter der Führung von Roos in ihren Presseorganen immer wieder das Volksgruppenrecht und die Selbstbestimmung nationaler Minderheiten und ergriff dabei immer offensichtlicher Partei für das nationalsozialistische Deutschland. Dadurch gerieten die Partei und ihr Präsident in der elsässischen Öffentlichkeit zunehmend in eine Außenseiterposition.
Roos wurde immer wieder beschuldigt, der Empfänger von Unterstützungszahlungen aus dem Deutschen Reich gewesen zu sein und militärische Geheimnisse der französischen Truppen im Elsass an die Deutschen verraten zu haben. Stichhaltige Beweise dafür scheinen aber nicht vorgelegen zu haben. Das Todesurteil gegen ihn erscheint aus heutiger Sicht als überwiegend politisch motiviert, letztlich jedoch als eine politische Dummheit, die von der nationalsozialistischen Propaganda weidlich ausgeschlachtet wurde: Roos war zwischen 1940 und 1944 im Elsass fast so allgegenwärtig wie Hitler. Nach der Okkupation Frankreichs durch das nationalsozialistische Deutschland trug die Place Kléber in Straßburg ab August 1940 seinen Namen ebenso wie eine Studentenvereinigung an der Reichsuniversität Straßburg. Auch sonst gab es kaum ein Dorf oder eine Stadt, in der nicht ein Platz, eine Straße oder eine Schule nach ihm benannt war.
Die deutsche Forschung vertritt hinsichtlich des Todesurteils weitgehend die These eines Justizmordes, die französische Elsassforschung übergeht die Umstände des Urteils meistens mit Schweigen. Elsässisch-autonomistische Webseiten berufen sich nach wie vor auf Karl Roos als Märtyrer ihrer Sache.

## Veröffentlichungen
- Die Fremdwörter in den elsässischen Mundarten. Ein Beitrag zur elsässischen Dialektforschung. Heitz, Straßburg 1903.
- Politik und Gewaltpolitik in Elsaß-Lothringen. Eine Schrift zur Lehr und Wehr; aus Anlaß der Autonomistenverfolgung um Weihnachten 1927. Fricke, Zürich 1928.
- Unser Elsässerditsch (Schriften des Elsässischen Volksbildungsvereins 1). Strassburg 1938.
- Unser Elsaß in Haushumor und Spruchweisheit. Hünenburg-Verlag, Neuweiler 1940.